# Schoenus melanostachys
Schoenus melanostachys är en halvgräsart som beskrevs av Robert Brown. Schoenus melanostachys ingår i släktet axagssläktet, och familjen halvgräs. Inga underarter finns listade i Catalogue of Life.